# Otto Schmidt (homme politique, 1899)
Pour les articles homonymes, voir Otto Schmidt (homonymie) et Schmidt.
Otto Schmidt (né le 27 mai 1899 à Großseifen et mort le 11 décembre 1969 à Coblence) est un officier administratif et homme politique allemand (SPD).

## Biographie
Schmidt est au départ un ouvrier de carrière et est ensuite passé à la profession de mineur, qu'il  exerce jusqu'en 1921. Il est membre du syndicat et travaille de 1921 à 1930 comme secrétaire syndical pour l'Association des mineurs . Il travaille ensuite comme rédacteur politique pour un journal social-démocrate en province de Haute-Silésie. Après la prise du pouvoir par les nazis, il est brièvement emprisonné en 1933 et soumis à une interdiction. Dans les années suivantes, il travaille comme agriculteur indépendant dans le Westerwald.
Après la Seconde Guerre mondiale, Schmidt entame une carrière dans la fonction publique, travaille dans l'administration du travail de 1945 à 1947, puis est haut fonctionnaire dans le gouvernement de l'État de Rhénanie-Palatinat. Il est mis en attente en 1951 et prend sa retraite en 1962.

## Parti politique
Schmidt rejoint le SPD en 1919. De 1947 à 1963, il est président du district SPD de Rhénanie/Hesse-Nassau.

## Parlementaire
Schmidt est membre de l'Assemblée d'État consultative de Rhénanie-Palatinat en 1946/47. En 1947, il est élu au Landtag de Rhénanie-Palatinat, sont il sera membre jusqu'à sa mort. Ici, il est de 1949 à 1959 premier vice-président puis jusqu'en 1967 président du groupe parlementaire SPD.

## Autres mandats
Après sa nomination au poste de directeur ministériel en 1947, Schmidt occupe plusieurs fonctions au sein du gouvernement de l'État de Rhénanie-Palatinat. D'août 1947 à avril 1948, il est représentant permanent du ministre de l'Agriculture, de l'Alimentation et des Forêts et d'avril 1948 à décembre 1949 secrétaire d'État au ministère de la Reconstruction. De décembre 1949 à mai 1951, il est secrétaire d'État au ministère de l'Intérieur et de l'Économie.